# Pedro José Fonte
Pedro José Fonte y Hernández Miravete, nacido en Linares de Aragón, actualmente Linares de Mora (Teruel), España, el 13 de marzo de 1777 y fallecido en Madrid, España el 11 de junio de 1839, ostentó el cargo de arzobispo de México desde 1815 hasta su renuncia, en 1837. También fue prócer del Reino de España (1834-1836) y senador por la provincia de Castellón (1837-1838).
Fue el último Arzobispo español de México, opuesto al proceso de Independencia, el 20 de febrero de 1823 abandonó México, volviendo a España. Aunque sin renunciar a su sede, lo cual solo hace, cuando Gregorio XVI le obliga a ello.
Además, formó parte del Consejo de Gobierno, creado de conformidad con el testamento de Fernando VII, durante los primeros años de la minoría de edad de Isabel II.

## Obras
- Circular del ilustrísimo señor arzobispo electo, y gobernador de esta diócesis a los curas y ministros de las parroquias de ella. ; México, 1815. (OCLC 24064261)
- Don Pedro José de Fonte por la gracia de dios y de la santa silla apostólica, Arzobispo de México &c. : al venerable clero secular y regular de esta diócesis. ; México: 1821. (OCLC 19668152)
- Carta pastoral, que a continuación de otra del santísimo padre el Señor Pio Vii. dirige á sus diocesanos el arzobispo de México. ; México: Impresa en la oficina de D. Alexandro Valdés, año de 1816. (OCLC 26106497)
- Representación del ilmo. sr. arzobispo de Mejico concerniente a algunos sucesos anteriores a la independencia proclamada en aquella capital. ; Habana, Impreso por Campe en la Oficina liberal, 1822. (OCLC 20029140)